# Vahid Selimovic
Vahid Selimovic (Lussemburgo, 3 aprile 1997) è un calciatore lussemburghese con cittadinanza serba, difensore dell'Hermannstadt.

## Biografia
Selimovic è nato in Lussemburgo da genitori di origini serbe e bosniache.

## Caratteristiche tecniche
Selimovic è un difensore centrale molto abile in marcatura. Destro naturale, può adattarsi a giocare indifferentemente in una difesa a 3, a 4 o a 5. Grazie alla sua abilità nei lanci lunghi è in grado di impostare il gioco da dietro.

## Carriera

### Club
Cresciuto nelle giovanili del Metz, nel luglio 2016 Selimovic firma il suo primo contratto da professionista col club francese. Il 16 dicembre 2017 esordisce in Ligue 1 nel match vinto 3-1 contro il Montpellier.
Il 15 gennaio 2019 Selimovic si trasferisce a titolo definitivo ai ciprioti dell'Apollon Limassol firmando un contratto biennale.

### Nazionale
In virtù della doppia nazionalità, Selimovic può aspirare sia alla nazionale serba che a quella lussemburghese. Nel 2016 ha debuttato con la nazionale Under-19 di calcio della Serbia in un match amichevole; successivamente ha scelto di rappresentare il Lussemburgo, nella cui nazionale maggiore ha esordito nel 2019.

## Statistiche

### Presenze e reti nei club
Statistiche aggiornate al 20 gennaio 2019.
| Stagione        | Squadra          | Campionato      | Campionato | Campionato | Coppe nazionali | Coppe nazionali | Coppe nazionali | Coppe continentali | Coppe continentali | Coppe continentali | Altre coppe | Altre coppe | Altre coppe | Totale | Totale | Totale |
| Stagione        | Squadra          | Comp            | Pres       | Reti       | Comp            | Pres            | Reti            | Comp               | Pres               | Reti               | Comp        | Pres        | Reti        | Pres   | Reti   |        |
| --------------- | ---------------- | --------------- | ---------- | ---------- | --------------- | --------------- | --------------- | ------------------ | ------------------ | ------------------ | ----------- | ----------- | ----------- | ------ | ------ | ------ |
| 2017-2018       | Metz             | L1              | 13         | 0          | CF+CdL          | 2+1             | 0               |                    | -                  | -                  |             | -           | -           | 16     | 0      |        |
| 2018- gen. 2019 | Metz             | L2              | -          | -          | CF+CdL          | 2+0             | 0               |                    | -                  | -                  |             | -           | -           | 2      | 0      |        |
| Totale Metz     | Totale Metz      | Totale Metz     | 13         | 0          |                 | 5               | 0               |                    | -                  | -                  |             | -           | -           | 18     | 0      |        |
| gen.-giu. 2019  | Apollon Limassol | AK              | 0          | 0          | KK              | 0               | 0               | -                  | -                  | -                  | -           | -           | -           | 0      | 0      |        |
| Totale carriera | Totale carriera  | Totale carriera | 13         | 0          |                 | 5               | 0               |                    | -                  | -                  |             | -           | -           | 18     | 0      |        |